# ميناء ماريوبول
 ميناء ماريوبول (بالأوكرانية: Маріупольський морський порт) (بالروسية: Мариупольский морской торговый порт) هو أحد أكبر الموانئ الأوكرانية، يقع على بحر آزوف في مدينة ماريوبول. يمتد الميناء على الساحل الشمالي الغربي لخليج تاجانروغ لبحر آزوف في منطقة دونتسيك. يخضع الميناء لسلطة الموانئ التي تديرها هيئة الموانئ البحرية الأوكرانية [الإنجليزية].
يبلغ طول خط الرسو بالميناء 3.9 كيلومتر (22 رصيف)، وأعمق نقطة به تصل إلى 9.75 متر. يُخدّم الميناء عن طريق محطة سكة حديد واحدة «ماريوبول بورت»، ويبلغ الطول الإجمالي لسكك حديد الميناء 27.1 كم. إضافة للطرق السريعة المجاورة للميناء.
عام 2016 بلغ حجم مبيعات ميناء ماريوبول البحري 7.6 مليون طن بينما تصل قدرة ميناء ماريوبول البحري إلى 18.8 مليون طن / سنة.
يحتوي الميناء على أكبر مرفق إصلاح من فئته على بحر آزوف.

## التاريخ
كانت ولادة ميناء ماريوبول استمراراً منطقياً للتطور السريع للجنوب الروسي الصناعي في النصف الثاني من القرن التاسع عشر. لم يلبي رصيف الميناء الضحل في مصب نهر كالميوس متطلبات تطوير الأسطول جنباً إلى جنب مع التعدين وصناعة المعادن في حوض دونيتسك (دونباس).
في عام 1886، بدأ بناء ميناء للمياه العميقة في ماريوبول، بالقرب من زينتسيفا بالكا (محلية). خُطط للبناء لمدة خمس سنوات، ولكن الأعمال انتهت في ثلاث سنوات - تحت ضغط من الصناعيين.
في 2 سبتمبر [أو. في 21 أغسطس] 1889 أُحضرت 18 عربة سكة حديد تحمل الفحم (حوالي 2000 رطل) على جسر الميناء، وبحضور وزير السكك الحديدية الروسي وحاكم مدينة ماريوبول خرازاييف، بدأ التحميل الأول على باخرة تابعة لجمعية الشحن والتجارة الروسية «ميدفيديتسا»، والتي كانت في 3 سبتمبر [أو.س. 22 أغسطس] 1889.
يعتبر هذا التاريخ تاريخ بدء تشغيل الميناء. كان للميناء أهمية كبيرة في تطوير الصناعة في منطقة وبلد بأكمله. يكفي أن نقول إن ميناء ماريوبول الذي لم يكن يحمل تصنيفاً عسكرياً احتل المرتبة الثالثة في روسيا في حجم مهامه في الفترة 1867-1904.

## الحرب الروسية الأوكرانية 2022
اكتسب الميناء أهمية عالية خلال الحرب الروسية الأوكرانية 2022 حيث كان المنفذ الأهم لكتيبة آزوف على البحر إضافة لكون ماريوبول هي المقر الرئيسي للكتيبة.
وفي 19 مارس 2022 أعلنت أوكرانيا أنّها فقدت الوصول لمياه بحر آزوف عن طريق ماريوبول. لكن القوات المدعومة من روسيا لم تُعلن السيطرة الكاملة على الميناء إلاّ في 11 أبريل 2022.